# 天天运动会
《天天运动会》是凤凰卫视特别为离开中央电视台新加盟的主持人黄健翔个人打造的一档电视节目，内容为黄健翔的脱口秀体育类谈话节目。该节目由于收视率低现已停播。

## 播出时间
2007年元旦开始播出，是为2008年奥运会准备的一档每日播出的节目，不过播出时间不在“黄金时间”
- 首播时间：周一至周五11：30—12：00（凤凰卫视中文台）

- 重播时间：周一至周五17：30